# James Daughton
James Daughton (Hockessin, 27 giugno 1950) è un attore statunitense.
Il suo ruolo più famoso è certamente quello di Gregg Marmalard in Animal House (1978) di John Landis.
Biondo, fisico prestante, Daughton ha partecipato a vari episodi di famose serie tv americane come Happy Days, L'incredibile Hulk, La signora in giallo.

## Filmografia parziale

### Cinema
- La feccia (The Revengers), regia di Daniel Mann (1972)
- I ragazzi della spiaggia di Malibu (Malibu Beach), regia di Robert J. Rosenthal (1978)
- Animal House (National Lampoon's Animal House), regia di John Landis (1978)
- Spie come noi (Spies Like Us), regia di John Landis (1985)
- Un diavolo di ragazza (Girlfriend from Hell), regia di Daniel Peterson (1989)
- Sorority Boys, regia di Wallace Wolodarsky (2002)

### Televisione
- Sesto senso (The Sixth Sense) - serie TV, 1 episodio (1972)
- Barnaby Jones - serie TV, episodio 1x04 (1973)
- Il pianeta delle scimmie  (Planet of the Apes) - serie TV, episodio 1x11 (1974)
- Petrocelli - serie TV, episodio 2x16 (1976)
- Happy Days - serie TV, 4 episodi (1974-1977)
- L'incredibile Hulk (The Incredible Hulk) – serie TV, episodio 2x04 (1978)
- La signora in giallo (Murder, She Wrote) - serie TV, episodio 10x09 (1993)